# Luis Palacios (Argentina)
Luis Palacios es una localidad argentina ubicada en el departamento San Lorenzo de la provincia de Santa Fe. Se encuentra a la vera de la ruta nacional 34, la cual constituye su principal vía de comunicación vinculándola al noroeste con Lucio V. López y al sudeste primero con Vicente A. Echeverria, luego con Ibarlucea y después con Rosario.
Antes de su fundación el paraje era conocido como Desmochado Abajo, San Luis y Estación La Salada. Este último nombre se debe a la salinidad del agua de los cañadones del lugar, y actualmente denomina a la estación de ferrocarril. Fue fundado en 1891 tras la donación de tierras de Luis Palacios e Indalecio Gómez. La principal actividad económica es la agricultura, pero también hay emprendimientos diversos como ranas, pollos, conejos y peces ornamentales, elaboración de chacinados, miel y queso de cabra.

## Población
Cuenta con 1,035 habitantes (Indec, 2010), lo que representa un descenso frente a los 1,149 habitantes (Indec, 2001) del censo anterior.
| Gráfica de evolución demográfica de Luis Palacios entre 1991 y 2010 |
|                                                                     |
| Fuente: Censos nacionales del INDEC                                 |